# De Erven Loosjes
De Erven Loosjes was een Nederlandse boekhandel die van 1783 tot 1970 in Haarlem was gevestigd en vele generaties in handen was van leden van de familie Loosjes. De winkel is genoemd naar de oprichter Adriaan Loosjes. Behalve een boekhandel, beheerden familieleden ook een gelijknamige uitgeverij en drukkerij.

## Eerste generatie

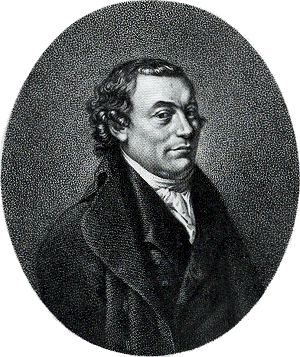
Adriaan Loosjes (1761-1817)

Adriaan Loosjes, die op Texel was geboren en net als zijn vader en grootvader was voorbestemd om predikant te worden, opende zijn boekwinkel in de herfst van 1783 in de Damstraat in Haarlem. Dit gebeurde nadat hij op 12 augustus 1783 op 22-jarige leeftijd was opgenomen in het betreffende gilde, het pand had gekocht en was getrouwd.
Loosjes verkocht niet alleen boeken, hij schreef ze ook, zo'n twee dozijn. Verder was hij medeoprichter van het Departement Haarlem van de Maatschappij tot Nut van 't Algemeen en van de Vereniging tot bevordering van de belangen des boekhandels. Ook was hij mededirecteur van Teylers Genootschap en vervulde hij vele betrekkingen in zijn kerkgenootschap.

## Tweede generatie

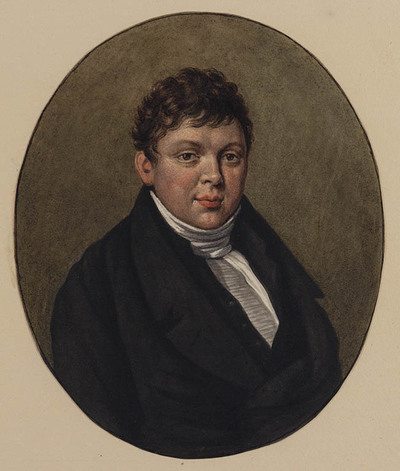
Vincent Loosjes (1786-1841)

Na zijn overlijden in 1818 nam zijn enige zoon Vincent Loosjes (1786-1841), die een drukkerij bezat aan de Lange Veerstraat, de zaak over. De winkel kreeg een nieuwe naam: Wed. A. Loosjes Pzn. Ook Vincent speelde een voorname rol op letterkundig en maatschappelijk terrein. Bijvoorbeeld door het stichten van een leesbibliotheek.

## Derde generatie
Na het overlijden van Vincent, kwam de winkel in handen van zijn zoons. Eerst van Vincent en na diens overlijden van Pieter (1836-1910). Deze gaf, wegens een zwakke gezondheid, de zaak over aan Jan Izaak (1839-1881). Inmiddels was de zaak verhuisd van de Damstraat naar de Oude Gracht 161 in wijk drie, een perceel dat na het dempen van de gracht in 1859 als nieuw huisnummer 88 kreeg.

## Vierde generatie

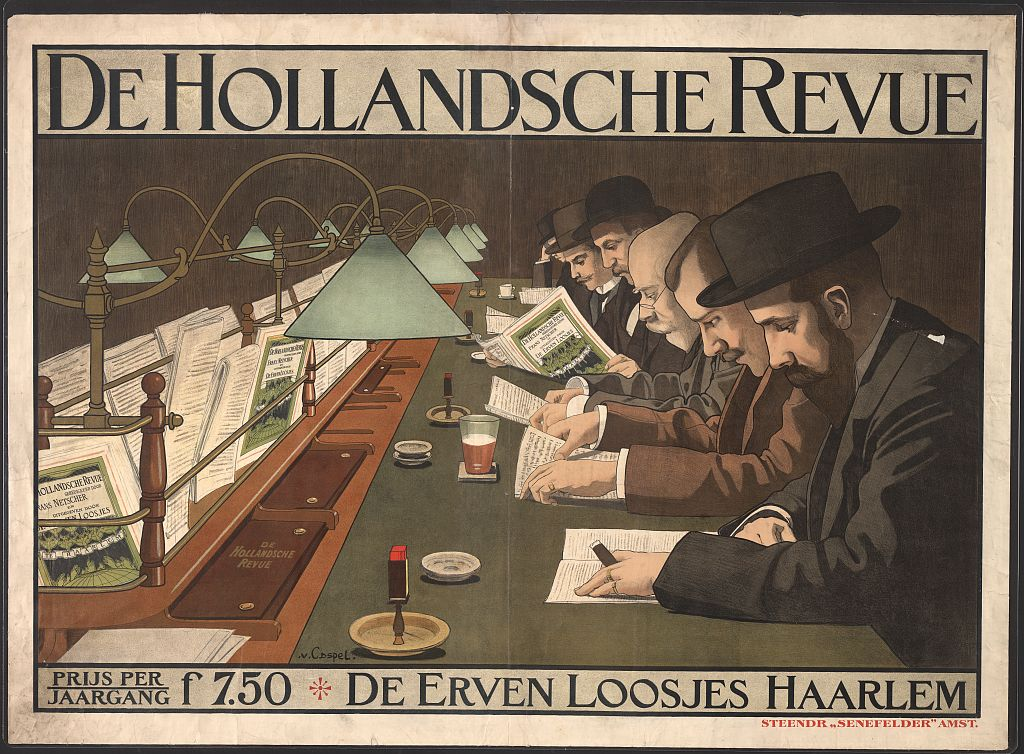
Affiche voor De Hollandsche Revue, 1910, vervaardigd door Johann Georg van Caspel

Toen Jan Izaak Loosjes in 1881 overleed, zette broer Pieter de zaken voort, totdat hij op 1 oktober 1898 een vennootschap aanging met zijn zoons Vincent en Martinus. De eerste beheerde de boekhandel en de uitgeverij en de tweede de drukkerij. In 1901 trad Vincent, die van 1907 tot 1917 wethouder was in zijn woonplaats, uit de vennootschap en zette onder zijn eigen naam de uitgeverij voort. In 1909 verkocht hij zijn fonds, behalve de Hollandsche Revue (1896-1936).

## Vijfde generatie

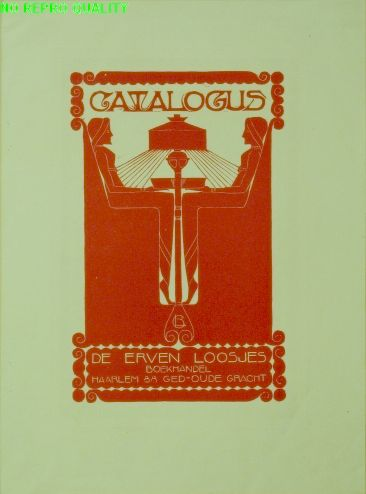
Omslag van catalogus van boekhandel De Erven Loosjes, vervaardigd door Chris Lebeau

Nadat Vincent Loosjes (1869-1931) uit de vennootschap was getreden werden de boekhandel en de drukkerij voortgezet door zijn vader Pieter Loosjes en zijn broer Martinus (1870-1951), die ook een cruciale rol als secretaris-penningmeester vervulde voor de Haarlemsche Football Club. Nadat de oude Loosjes in 1910 was overleden, bestierde zijn zoon in zijn eentje de zaak, tot 1920.
In dat jaar werden boekhandel en drukkerij gescheiden. De boekhandel werd omgezet in een naamloze vennootschap. Tot directeur werd A. van Weerden benoemd, die vanaf 1916 in de boekhandel werkzaam was. De N.V. kreeg als naam Boekhandel De Erven Loosjes. President-commissaris werd Martinus Loosjes en commissaris Herman Diederic Tjeenk Willink (1872-1945). De drukkerij werd in 1921 verkocht.
Op 24 april 1920 verhuisde de boekhandel van de Gedempte Oude Gracht naar een pand in de Grote Houtstraat 100, mede vanwege de daarachter gelegen garage aan de Nieuwstraat.

## Jubileum
In 1933 werd van 30 oktober tot 4 november het 150-jarig bestaan van De Erven Loosjes gevierd met een kleine tentoonstelling in de winkel en een receptie, waar vele prominenten uit het boekenvak bij aanwezig waren.
Tot de vaste clientèle behoorden in de jaren dertig Lodewijk van Deyssel, S.H. de Roos, Anton Pieck, de filosoof dr. Johannes Diderik Bierens de Haan en de wat excentrieke, uitsluitend Franslezende
Freule Willink uit Bennebroek, bijgenaamd ‘de paarse freule’.

## Na 1945
Vanaf de jaren vijftig had het bedrijf een filiaal aan de Rijksstraatweg in Haarlem-Noord. Het heette 'Loosjes Boeken' en ging vanaf 1999, na een overname verder onder de naam Boekhandel Gillissen & Co.
In 1970 werd boekhandel De Erven Loosjes gesloten, de firma De Slegte vestigde zich in het pand en trok in 1989 ook het perceel nummer 98 bij de winkel. Op 22 maart 2014 sloot De Slegte, toen Polare geheten, de deuren.